# 145452 ريتونا
(145452) 2005 RN43, تكتب أيضا (145452) 2005 RN43. هو جسم حزام كايبر كلاسيكي قطرة 679+55
−73 كـم. تم اكتشافه من قبل أندرو بيكر، أندرو باكيت وجيريمي كوبيكا في 10 سبتمبر 2005 في مرصد أباتشي بوينت في سونسبوت، نيو مكسيكو. ومن المرجح ان يكون كوكب قزم محتمل .

## وصلة خارجية
- 145452 ريتونا في قاعدة بيانات مختبر الدفع النفاث لأجرام النظام الشمسي الصغيرة

- الاكتشاف · مخطط المدار ·  العناصر المدارية · المعلمات المادية